# Ocotea heydeana
Ocotea heydeana là loài thực vật có hoa trong họ Nguyệt quế. Loài này được (Mez & Donn.Sm.) Bernardi miêu tả khoa học đầu tiên năm 1967.